# Killing in the Name
 (janvier 2015).
Singles de Rage Against the Machine
Bullet in the Head
Killing in the Name est la deuxième chanson de l'album Rage Against the Machine du groupe de rap metal Rage Against the Machine sorti en 1992. C'est aussi le premier single du groupe, qui fut d'ailleurs réédité le 31 août 1999, avec une chanson Darkness of Greed ainsi que Clear the Lane qui était initialement la face B du premier vinyle du single.

## Thème et paroles
Killing in the name est écrite et sort juste après les émeutes de 1992 à Los Angeles, dont le groupe est originaire. Ces émeutes furent provoquées par l'acquittement par un jury majoritairement blanc des quatre policiers blancs impliqués dans l'arrestation et le passage à tabac de Rodney King, un activiste afro-américain, en mars 1991, et ce bien que l'arrestation très violente eût été filmée par des caméras de surveillance. 
Les premiers vers se réfèrent à cette affaire qui a secoué les  États-Unis et en particulier la ville de résidence du groupe : « Some of those that work forces, are the same that burn crosses » (« Certains de ceux qui travaillent pour les forces (de police), sont les mêmes qui brûlent des croix ») « Those who died are justified by wearing a badge, they're the chosen Whites » (« Leur mort est excusée par le port d'une insigne, ils sont les Blancs élus »).
La pochette du single est la même que celle de l'album, à savoir l'immolation par le feu du moine bouddhiste Thích Quảng Đức en 1963 pour protester contre le meurtre de bouddhistes par le Président du Vietnam Ngô Đình Diệm.
La fin de la chanson est explosive, et l'impact de cette chanson fut retentissant aux États-Unis alors que le succès de cette chanson n'arriva en France qu'en 1994.
En concert, Zack de la Rocha change parfois les paroles : au lieu de « Some of those that work forces, are the same that burn crosses », il dit « Some of those that burn crosses are the same that hold office ».

## Clip vidéo
Un clip, le premier du groupe, fut tourné pour la chanson. Il fut tourné en 1993 dans une petite salle de concert (tous les membres du groupe jouent torse nu hormis le chanteur Zack de la Rocha qui apparaît successivement en t-shirt bleu et blanc). Au moment où de la Rocha entame les dernières paroles, on voit un fan, monté sur la scène où joue le groupe, qui veut sauter dans la foule, mais un videur intervient pour l'en empêcher ; toutefois, le chanteur vient et dissuade le videur de le faire, et on voit le fan sauter dans la foule. À la fin de la chanson, on peut voir brièvement Zack de la Rocha faire un doigt d'honneur à la foule quand il hurle les derniers mots.
La version intégrale du clip a été interdite sur MTV pendant longtemps mais est depuis réutilisée sur les chaînes de musique.

## Succès
La chanson a été placée à la 89e place dans le classement des 100 meilleurs solos de guitare, classement fait par Guitar World et le Magazine Q a placé la chanson à la 24e place dans sa liste des 100 meilleures chansons faisant la part belle aux guitares et à la 99e place dans le classement des 100 meilleures chansons de tous les temps.

## Reprises et apparitions dans les médias
- Le groupe Audioslave, dont trois des quatre membres sont issus de Rage Against the Machine, a souvent joué cette chanson pendant ses concerts.
- Killing in the Name est présente dans deux jeux vidéo : Grand Theft Auto: San Andreas, où elle passe sur la station de radio américaine Radio X, et dans Guitar Hero II sur Playstation 2 et Xbox 360. Cependant les paroles de la chanson sont changées dans les versions que l'on retrouve sur ces jeux vidéo : en effet « Fuck you I won't do what you tell me » est ici remplacée par « You're under control, I won't do what you tell me! » et « Motherfucker! » est remplacée par « You're under control ».
- La Maison Tellier a fait une version acoustique de Killing in the Name qui possède un son folk distinctif. En juillet 2007, un remix de la chanson par SebastiAn a été jouée lors d'une émission de Zane Lowe qui est diffusée sur BBC Radio 1.
- Le comédien Bill Hicks a joué la chanson dans ses spectacles à la fin de sa vie.
- La chanson a été incluse dans le film Sexy Dance 2 durant la scène de danse finale.
- The Apples, un groupe de Tel Aviv, a sorti une reprise de la chanson chez Freestyle Records.
- En 2004 le présentateur Glenn Beck a utilisé des parties instrumentales de la chanson comme thème musical pour son émission de radio.
- Le groupe islandais FM Belfast a fait une reprise électronique de la chanson, intitulée Killing in the Name Of (Lotus).
- Killing in the Name a également été reprise par d'autres artistes tels que Biffy Clyro, DJ Earlybird, Metal Fusion, les brésiliens de Lipstick, ou encore les suisses de Rosqo. Le chanteur français Mat Bastard la reprend dans les concerts de sa tournée 2018.
- La chanson est reprise en juin 2020 par le rappeur Machine Gun Kelly et le batteur Travis Barker en lien avec les manifestations qui ont lieu au même moment dans plusieurs villes des États-Unis et qui réclament justice pour George Floyd, homme afro-américain, tué par des policiers blancs. La reprise se termine d'ailleurs par un message aux manifestants : « Aux manifestants dans les rues, combattez le système ! Emmerdez le système ! Nous serons entendus ! »[1].

## Noël 2009
En décembre 2009, une campagne est lancée via notamment le réseau de socialisation Facebook visant à éviter que pour la 5e année de suite, le vainqueur de l'émission de téléréalité The X Factor n'occupe la prestigieuse première place des charts anglais la veille de Noël. Il est ainsi choisi de promouvoir plutôt les achats en ligne de Killing in the Name. Cette dernière l'emportera haut la main (500 000 achats contre 450 000).

## Classements hebdomadaires
| Classement (1993)                      | Meilleure position |
| -------------------------------------- | ------------------ |
| Australie (ARIA)                       | 7                  |
| Belgique (Flandre Ultratop 50 Singles) | 27                 |
| Nouvelle-Zélande (RMNZ)                | 8                  |
| Pays-Bas (Single Top 100)              | 13                 |
| Royaume-Uni (UK Singles Chart)         | 25                 |

| Classement (2009)              | Meilleure position |
| ------------------------------ | ------------------ |
| Écosse (OCC)                   | 2                  |
| Europe (Euro Digital Songs)    | 1                  |
| Irlande (IRMA)                 | 2                  |
| Royaume-Uni (UK Singles Chart) | 1                  |
| Royaume-Uni (UK Rock Chart)    | 1                  |

| Classement (2013) | Meilleure position |
| ----------------- | ------------------ |
| France (SNEP)     | 109                |

| Classement (2019)                           | Meilleure position |
| ------------------------------------------- | ------------------ |
| États-Unis (Hot Rock and Alternative Songs) | 14                 |

## Certifications
| Pays              | Certification | Unités certifiées |
| ----------------- | ------------- | ----------------- |
| Australie (ARIA)  | Platine       | 70 000            |
| Danemark (IFPI)   | Or            | 45 000            |
| Italie (FIMI)     | Platine       | 70 000            |
| Royaume-Uni (BPI) | 2 × Platine   | 1 200 000         |